# Epicauta funesta
Epicauta funesta es una especie de coleóptero de la familia Meloidae.

## Distribución geográfica
Habita en México.